# 2022년 수마트라 지진
2022년 수마트라 지진은 2022년 2월 25일 현지 시각(WIB) 오전 8시 39분 인도네시아 수마트라섬의 서수마트라주 지역에서 발생한 진원 깊이 4 km, 모멘트 규모 Mw6.2의 지진이다. 1차례의 전진과 201차례의 여진이 발생했으며 본진은 파사만현의 탈락마우산 기슭에서 발생했다. 본진은 이전까지는 밝혀지지 않았던 대수마트라 단층의 한 주향이동단층 분절에서 발생했다. 이 지진으로 27명이 사망하고 457명이 부상을 입었으며 19,221명이 집을 잃어 난민이 되었다. 피해액은 약 7억 8천만 루피아에 달한다. 탈락마우산 주변의 3개 마을에서 가장 큰 피해가 발생했다. 지진 이후 발생한 산사태와 돌발성 홍수로 더 큰 피해가 발생했다.

## 지질학적 환경

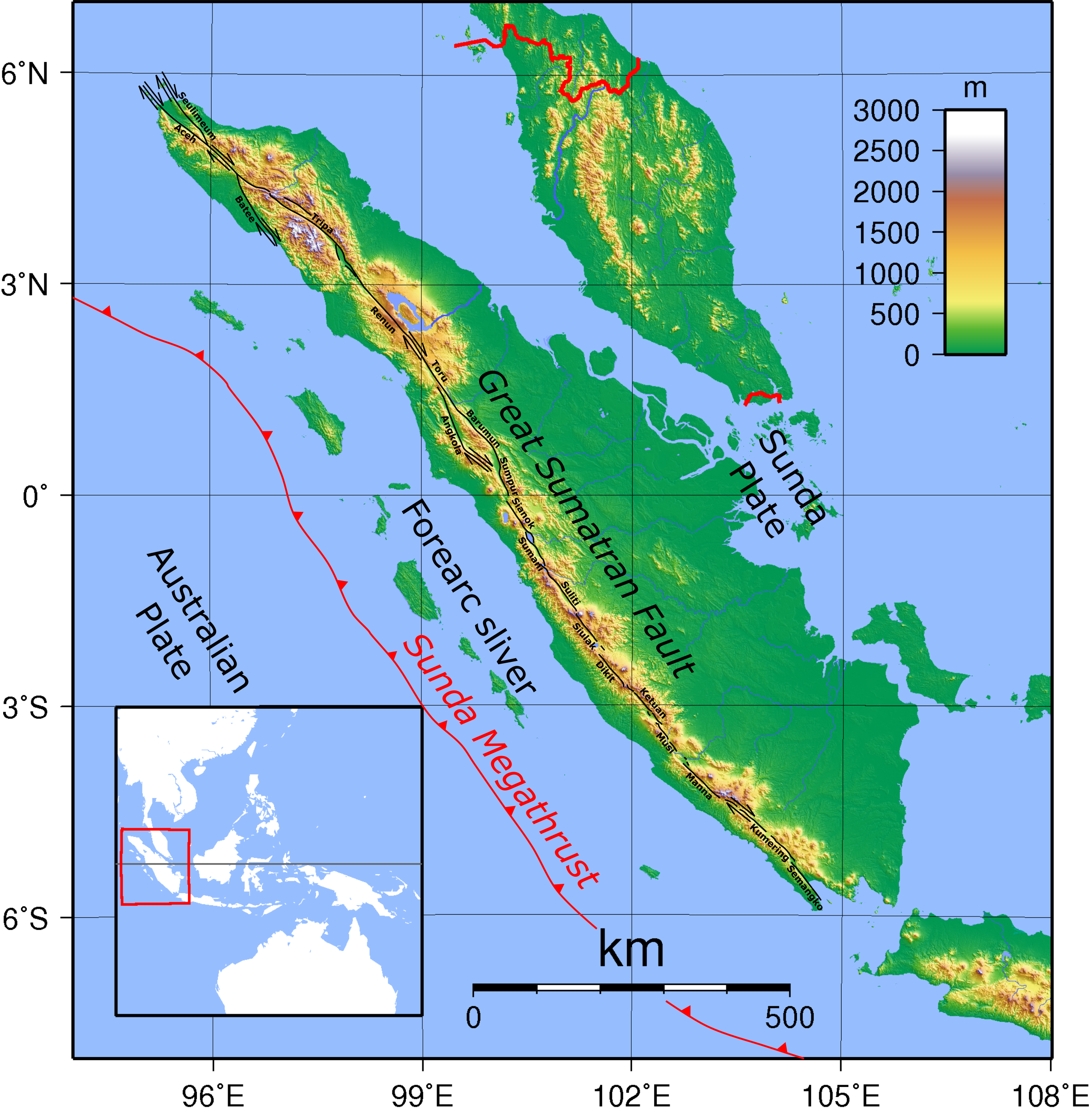
수마트라섬 인근의 지질학적 환경을 그린 지도. 수마트라섬 남쪽 해역에는 순다 메가스러스트 단층이 통과하며, 수마트라섬 남부의 산맥에 대수마트라 단층이 지나간다.

수마트라섬의 서해안은 오스트레일리아판이 버마판과 순다판 아래로 1년에 약 60 mm 속도로 섭입하는 약 5,500 km 길이의 수렴 경계인 순다 메가스러스트가 지나간다. 수마트라 해역의 섭입대에서는 2004년과 2005년에 큰 규모의 지진이 발생했다. 섭입대의 판 경계에서 해구까지 단층 파열이 발생하면 1907년, 2004년, 2010년 때처럼 거대한 쓰나미가 발생할 수 있다.
섭입되고 나서 아래로 침강하는 오스트레일리아 판 내부에서도 역단층이 파열될 수 있는데, 2009년 파당 부근에서 발생한 규모 Mw7.6의 지진은 약 80 km 깊이의 역단층에서 발생했다.
이 판의 경계에서 발생하는 수렴 현상은 매우 비스듬하게 일어나는데 대수마트라 단층을 따라 발생하는 주향 이동의 영향을 받아 오스트레일리아판 위에 있는 순다판이 크게 변형된다. 대수마트라 단층은 수마트라섬을 남북으로 관통하는 1,900 km 길이의 주향이동단층이다. 이 단층은 약 20개의 단층분절로 나누어져 있다. 대수마트라 단층에서 일어난 주요 지진으로 1994년 리와 지진과 1995년 케린치 지진이 있다. 1933년에는 리와 부근에서 규모 M7.5의 지진이 발생해 많은 사람이 사망하고 광범위한 피해가 발생했다. 1943년에는 대수마트라 단층에서 가장 큰 규모의 지진인 규모 Ms7.8의 지진이 발생했다.

## 지진

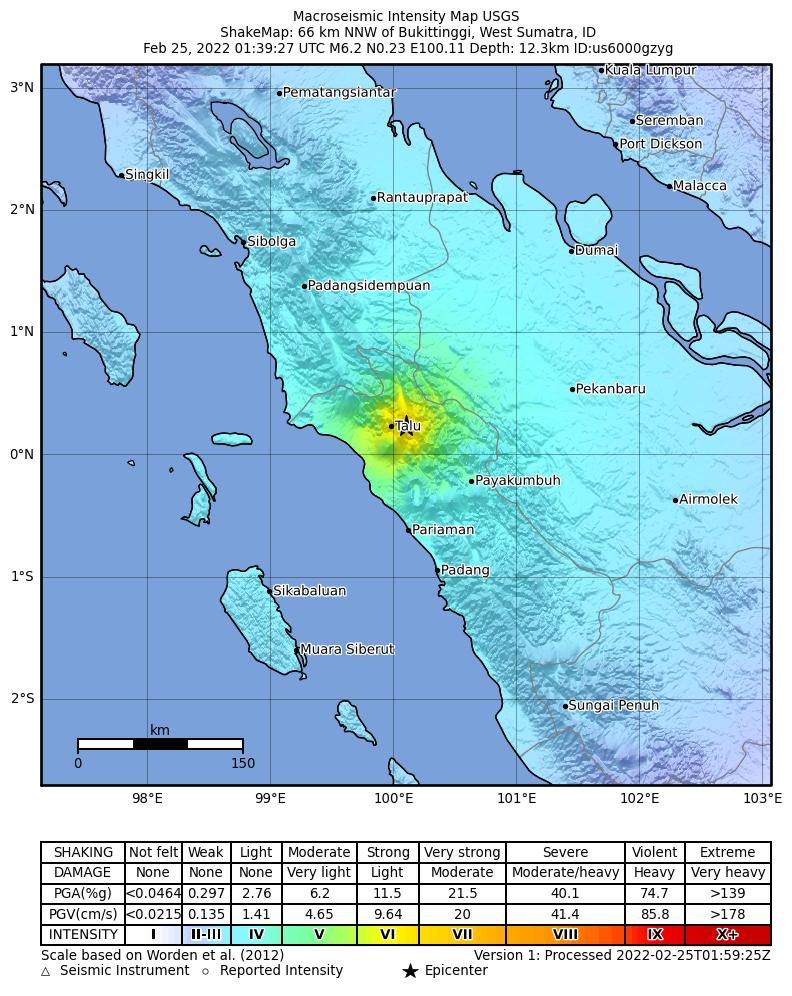
미국 지질조사국(USGS)이 분석한 각 지역별 진도를 그린 지도

본진은 2022년 2월 25일 탈락마우산의 산중턱에서 발생했다. 지진의 단층면해 분석에 따르면 대수마트라 단층의 분절을 따라 발생한 좌수향 주향이동단층의 단층파열로 지진이 발생했다. 수정 메르칼리 진도 계급 기준 최대진도는 서북-동남쪽의 단층 파열 지역에서 느껴진 VIII(Severe)이다. 진도 VIII는 탈락마우산의 북쪽 사면과 탈라마우, 파사만구의 일부 지역에서 느껴졌다. 화산의 동쪽 사면 일부에서도 강한 진동이 관측되었다. 본진에 앞서 규모 Mw5.1의 전진이 발생했다. 기상기후지구과학청(BMKG)에 따르면 3월 3일까지 규모 M1.3 이상의 여진이 총 201차례 관측되었다. 이 중 규모 Mw5.0 이상의 여진이 두 차례 발생했다.
이 지진은 이전까지 확인되지 않았던 대수마트라 단층의 한 분절을 파열시켰다. 이 구간은 "카자이 단층" 혹은 "탈라마우 단층"이라고 부른다. BMKG는 처음에 지진으로 파열된 단층분절을 대수마트라 단층의 다른 단층분절인 "앙콜라 단층"으로 잘못 파악했었다. 여진 발생 분포를 보면 대수마트라 단층의 또 다른 구간인 시아노크 단층의 북쪽 연장선상 단층에 여진이 주로 발생했다. 새로 확인된 단층은 북쪽의 앙콜라 단층과 남쪽의 시아노크 단층 사이에 있으며 단층의 길이가 짧아 최대 발생 가능 지진 규모는 M6.2로 추정된다. 이 단층은 서북쪽에서 동남쪽을 주향으로 서남쪽을 향해 가파르게 내려가는 형태의 단층이며 길이는 약 20 km이다. 10초 길이의 단층파열은 탈락마우산 북부의 약 14 km 길이의 단층을 따라 대략 진원 깊이 2-11 km 사이에서 주로 발생했다. 최대 단층 미끄러짐 폭은 7.2 km 깊이에서 관측된 53 cm이며 평균 단층 미끄러짐 폭은 25 cm이다.

## 피해

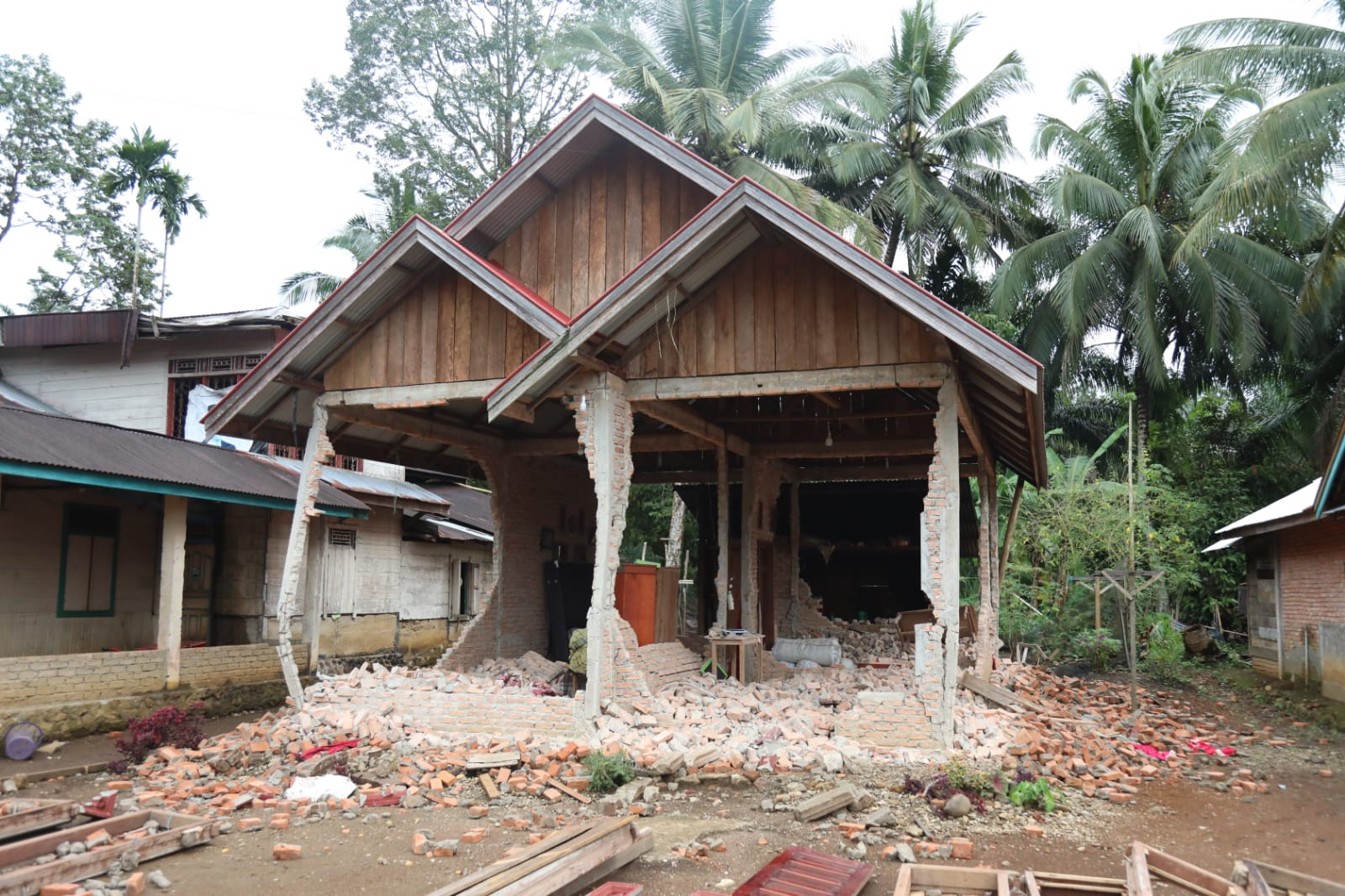
지진으로 큰 피해를 입은 파사만현의 한 주택의 모습

인도네시아 국가재난대응청(BNPB)의 조사에 따르면 심각한 피해를 입은 주택은 1,075채이고 중간 정도 피해는 3,447채, 경미한 피해를 입은 주택은 2,105채이다. 또한 종교건물 70채, 교육시설 208채, 보건시설 25채도 피해를 입었다. 총 피애액은 약 7억 8천만 루피아로 추산되었다. 최악의 피해를 입은 마을은 탈락마우산 북쪽 사면에 있는 카자이구, 탈라마우구와 파사만구의 아우아쿠니앙 마을이다. 이 지역에서는 건물이 중간 정도에서 심각한 피해를 입었다.
지진으로 27명이 사망하고 457명이 부상을 입었다. 대부분의 사망자는 건물이 무너져 사망했지만 탈락마우산에서 발생한 산사태에 휩쓸려 사망한 사람도 있었다. 최소 52명이 중상을 입었는데 이 중 42명이 서파라만현, 5명이 파라만현, 1명이 아감현에서 발생했다. 부상자 중 대다수가 야르시 병원에서 치료를 받았다. 19,221명이 난민이 되었다. 최소 5천명의 이재민이 35개 대피소로 피난갔다.
말람파에서는 흙더미가 강처럼 휩쓸려가는 영상이 찍혔다. 이 현상은 산사태로 만들어진 자연댐이 무너지면서 발생한 일종의 돌발 홍수의 한 유형이다. 지진으로 바탕카파강 상류에서 산사태가 발생했고 이 때문에 자연댐이 일어나 강물이 막혔다. 그러다 이 댐이 뚫리면서 돌발 홍수가 발생해 잔해가 뒤섞여 하류로 휩쓸렸다. BNPB 관계자는 2009년 지진 당시에도 비슷한 현상이 발생했었다고 말했다. 탈락마우산의 사면에서는 총 17곳에서 산사태가 발생했다. 조롱순가이에서는 6 m 높이, 30 m 너비의 산사태가 발생했다. 라부아카치악에서는 땅에 물과 진흙을 분출하는 자연온천이 발생했다. BNPB는 주민들에게 물이 땅에서 분출하는 지역에 가까이 접근하지 말라고 경고했다. 온천은 단층을 따라 발생한 지열 활동으로 발생했다.
지진은 말레이시아 쿠알라룸푸르의 클랑계곡에서도 느껴졌다. 일부 주민과 노동자들은 지진의 흔들림으로 급하게 대피했다. 도시 중심부에 있는 베르나마 방송사 직원들도 대피했다. 포트딕슨에서는 병원과 정부청사가 경미한 피해를 입었다. 지진은 싱가포르에서도 느껴졌으며 풍골, 시메이, 부킷메라흐, 퀸즈타운, 앙모키오, 칼랑에서 지진을 느꼈다고 보고했다. 마리나 베이 금융 센터에서도 지진의 흔들림을 느꼈다는 보고가 들어왔다.

## 반응과 여파

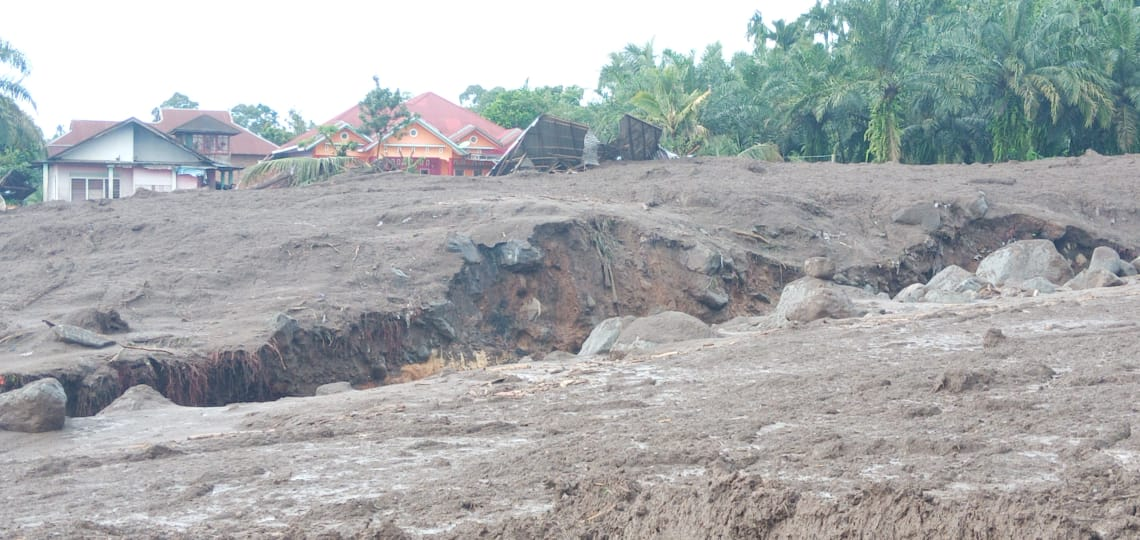
산사태가 휩쓸고 지나간 파사만현 티고나가리구의 모습

산사태가 발생한 지역에 실종자를 찾기 위해 수색팀이 배치되었다. 잔해 속의 생존자도 같이 구출했다. 3월 1일까지 구조대원은 탈라마우구 나가리카자이마을에서 발생한 산사태에 휩쓸린 주민 5명을 안전하게 구조했다. 부상자들은 지방의 각 병원으로 이송되었다. 산사태에 휩쓸린 시신도 같이 수습되었다. 2월 28일에는 재난 구조를 돕덥 자원봉사자가 발작을 일으켜 사망한 사건도 있었다.
BNPB는 지진 피해 지역 주민들에게 돌발 홍수 발생을 주의하라고 경고했다. 피해 지역의 강 곳곳이 산사태로 막혀 말라버리는 일이 발생했다. 이와 함께 이어진 호우로 발생한 산사태와 낙석 위협으로 언덕이 많은 지역의 주민들은 떨어져 있으라는 권고가 나왔다. 탈락마우산에서는 연기가 나는 것도 관측되었다. BNPB에서는 화산 활동을 감지했고 일부 주민들은 화산 분화를 피하기 위해 미리 대피하기 시작했다.
인도네시아 사회부 장관인 트리 리스마하리니는 피해 지역의 대피소를 방문했다. 장관은 피해 지역에 간편식 2천인분을 배포했다고 말했다. 그 외 텐트와 위생용품을 비롯한 추가 지원 물품도 보내졌다. 사망자의 유가족에게는 지원금으로 총 1,500만 루피아의 보상금이 주어졌다. 인도네시아의 대통령 조코 위도도은 트럭을 통해 설탕, 기름, 쌀, 비스킷, 생수, 티백 등의 인도적 지원을 즉시 보내라고 명령했다.
경미한 피해를 입은 주택은 지방정부가 수리를 지원한다고 발표했다. 중간에서 심각한 피해를 입은 주택은 각각 지방정부와 중앙정부가 재건을 돕기로 결정했다. 2022년 10월 BNPB는 지방정부에 270억 루피아를 지원헤 서파사만현의 1,111개 주택 재건을 지원하기로 결정했다. 피해가 심각한, 중간, 경미한 주택에는 각각 5천만 루피아, 2천만 루피아, 3-5백만 루피아를 지원하기로 발표했다. 10월 19일에는 8억 루피아의 예산을 들여 서파사만현의 손상된 모스크 재건 공사를 시작했다.

## 같이 보기
- 2022년 지진
- 인도네시아의 지진 목록
- 말레이시아의 지진 목록